# Araneus humilis
Araneus humilis este o specie de păianjeni din genul Araneus, familia Araneidae. A fost descrisă pentru prima dată de L. Koch, 1867.
Este endemică în Queensland. Conform Catalogue of Life specia Araneus humilis nu are subspecii cunoscute.